# الکساندر شوشتار
الکساندر شوشتار (سیریلیک صربی: Александар Шоштар؛ زادهٔ ۲۱ ژانویه ۱۹۶۴) بازیکن واترپلو اهل یوگسلاوی بود.
وی در مسابقات کشوری و بین‌المللی در مجموع برندهٔ ۴ مدال طلا، ۱ مدال نقره شده‌است.